# Sculptare digitală

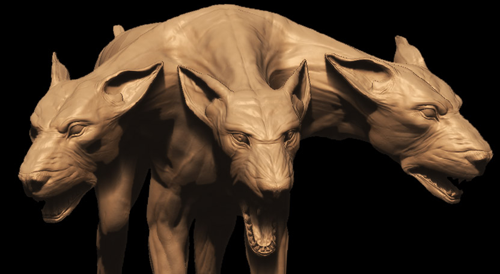
Un model 3D creat în Blender, arătând potențialul sculptării digitale

Sculptarea digitală (din engleză Digital sculpting) reprezintă folosirea uneltelor virtuale ca push  (împinge), pull (trage), smooth (netezire), grab (apucare), pinch (ciupire) sau, altfel spus, manipularea unui obiect digital (= virtual) ca și cum ar fi fost făcut dintr-o substanță reală ca argila.
Multe din cele mai populare programe de sculptare digitală permit sculptarea unui obiect pe mai multe nivele de detalii (multiresolution), modificarea unui nivel afectându-le pe toate celelalte.
De obicei sunt folosite pixuri digitale ca cele oferite de Wacom. Acest hardware specializat este sensibil la schimbările de presiune ce pot oferi o mai mare funcționalitate în sculptare.
Există multe programe de sculptat pe mai multe nivele (muliresolution), incluzând Blender, Mudbox, Silo 2, Hexagon, ZBrush, Modo și 3D-Coat.